# Plan de Ayutla
Plan de Ayutla är en ort i Mexiko.   Den ligger i kommunen Ángel Albino Corzo och delstaten Chiapas, i den sydöstra delen av landet, 800 km sydost om huvudstaden Mexico City. Plan de Ayutla ligger 833 meter över havet och antalet invånare är 483.
Terrängen runt Plan de Ayutla är kuperad åt nordväst, men åt sydost är den bergig. Plan de Ayutla ligger nere i en dal. Runt Plan de Ayutla är det ganska glesbefolkat, med 39 invånare per kvadratkilometer. Närmaste större samhälle är Nueva Morelia, 14,3 km öster om Plan de Ayutla. I omgivningarna runt Plan de Ayutla växer huvudsakligen savannskog.